# Heràssim Smotritski
Heràssim Smotritski (Гера́сим Дани́лович Смотри́цький, Heràssim Danílovitx Smotritski, ? — † Ostrokh, regió històrica ucraïnesa de Volínia, actual óblast de Rivne, el 12 d'octubre de 1594) fou un escriptor polemicista, poeta, pedagog, teòleg i activista cultural petit rus d'una família de la petita noblesa (дрібна шляхта) de Podíl·lia. Fou escrivà a Kàmianets-Podilski. El 1576 fou invitat a Ostrokh pel príncep ucraïnès Kostiantín-Vassil Ostrozki (Костянтин-Василь Острозький, és a dir, Constantí-Basili d'Ostrokh), on va esdevenir una de les figures més importants de l'Acadèmia d'Ostrokh (Острозька школа, avui la Universitat Nacional "Acadèmia d'Ostrokh" - Національний університет «Острозька академія»), que fou la primera institució d'educació superior a Europa de l'Est. Fou el primer rector de l'Acadèmia, començant el 1580.
Heràssim Smotritski fou un dels editors de la «Bíblia d'Ostrokh» (Острозька Біблія, 1581), la primera bíblia completa impresa en Eslau eclesiàstic, realitzada per l'impressor Ivan Fiòdorov a Ostrokh, sota la instigació i el mecenatge de príncep Ostrozkyi i preparada pel cercle d'estudiosos de l'Acadèmia. Smotritski escriví la introducció i també va ser responsable de la dedicatòria poètica al príncep, que és un dels exemples més antics en ucraïnès d'un tipus de poesia similar a les famoses dumy, forma poètica nacional ucraïnesa (дума).
En la seva poesia, Smotritski combina el pensament místic religiós amb idees renaixentistes i humanistes.
Smotritski fou un conegut escriptor de tractats polèmics (un gènere de literatura teològica i publicista que va agafar embranzida a Ucraïna en particular els segles xvi i xvii), enfocades contra la religió catòlica i els "uniats" (l'església grecocatòlica). Les seves obres polèmiques, que polemitzaven amb els que havien abjurat el cristianisme ortodox i satiritzava el clergat, s'han perdut en major part. S'ha conservat només el llibre La clau del regne del cel («Ключ царства небесного», Kliutx tsarstva nebésnoho, 1587), l'obra més antiga de la literatura ucraïnesa polèmica impresa que s'ha conservat. En aquesta obra, Smotritski reivindica la independència de la dita "fe rutena" («руська віра», rus'ka vira, és a dir, el cristianisme ortodox), entra en polèmica amb el jesuïta polonès, Benedict Herbest (1531-1593), critica a la doctrina sobre la procedència divina del poder papal i rebutja el calendari gregorià. El llibre de Smotritski no sempre es manté dins els arguments teològics, sinó que també usa l'humor popular amb proverbis i dites, i està escrit en una llengua propera al llenguatge popular, i per això fou de fàcil comprensió pel públic més ampli.
Junt amb altres estudiosos del cercle intel·lectual d'Ostrokh, contribueix al començament del procés de modernització de la doctrina ortodoxa, que s'esdevé no sense la influència de la ideologia de la Reforma, ja molt coneguda a la Ucraïna d'aquella època.
Fou el pare del famós lingüista, escriptor, pedagog i teòleg ucraïnès, Meteli Smotritski (Мелетій Смотрицький, nom real: Максим Герасимович Смотрицький, Maksim Heràssimovitx Smotritski; ca. 1577 — 1633).

## Obres
- Introducció, dins la Biblia d'Ostrokh.
- La clau del regne del cel (en ucraïnès antic: "КлючЂ царства небесного", nom complet: КлючЂ царства небесного и нашее христианское духовное власти нерешимый узел. Календарь римски новы; en ucraïnès modern: «Ключ царства небесного», transcrit: Kliutx tsarstva nebésnoho), 1587
- Poemes inclosos dins: Герасим Смотрицький. Українська поезія. Кінець XVI — середина XVII ст. (Poesia ucraïnesa. Fi del segle xvi a mitjans del segle XVII)